# Karl Stuhlpfarrer
Karl Stuhlpfarrer (* 23. September 1941 in Wien; † 5. November 2009) war ein österreichischer Historiker. Seine Forschungsschwerpunkte waren der Zweite Weltkrieg, Konzentrationslager, Zwangsarbeit, die Option in Südtirol, die Nachkriegszeit, Erinnerungskultur und Minderheitenfragen.

## Leben
Karl wurde als drittes Kind von Leodegar und Anna Stuhlpfarrer geboren. Sein Vater war von Beruf Polizeibeamter. Nach Matura und Präsenzdienst studierte er von 1960 bis 1967 Geschichte und Germanistik an der Universität Wien. Sein Studium finanzierte er sich durch Ferialarbeit als Saisonnier in der Gastronomie in der Italienischen Schweiz, wobei er die italienische Sprache lernte. Nachdem Ludwig Jedlicka von der Bundesregierung den Auftrag erhalten hatte, für 1965 zum 20-jährigen Jubiläum der Wiedererrichtung der Republik eine geschichtliche Darstellung über den Beitrag Österreichs zu seiner Befreiung im Sinne der Moskauer Deklaration zu erstellen, machte Jedlicka seinen Studenten Karl Stuhlpfarrer zum Teil des Forschungsprojektes. Als Stipendiat der Österreichischen Gesellschaft für Zeitgeschichte begann er seine Dissertation über die Operationszonen Alpenvorland und Adriatisches Küstenland 1943–1945 zu schreiben und promovierte 1967 über dieses Thema. Dafür wertete er viel bislang unbearbeitetes Archivmaterial aus und war einer der ersten österreichischen Historiker, die mit Quellen deutscher Provenienz (captured German records) aus den National Archives in Washington, D.C. arbeiteten.
Im Jahr 1968 wurde Stuhlpfarrer Vertragsbediensteter, 1970 Universitätsassistent an der Universität Wien. In seiner Habilitationsschrift befasste er sich mit der Option in Südtirol und der Umsiedlung der Südtiroler im Zweiten Weltkrieg. Weitere frühe Forschungsschwerpunkte waren der Nationalsozialismus, Österreich in der Nachkriegszeit und der Umgang mit den Südtirolern und der slowenischen Minderheit. In seinen Forschungen zu Südtirol kooperierte er eng mit Leopold Steurer. Seine zweibändige Schrift Umsiedlung Südtirol 1939–1940 wurde zu einem Standardwerk über die Umsiedelung deutschsprachiger Minderheiten während der NS-Zeit.
Karl Stuhlpfarrer setzte sich schon früh für die Verständigung mit Slowenien und Italien ein, lernte die Sprachen der beiden Länder und traf sich häufig mit Historikerkollegen aus den Nachbarländern. Bereits 1971–1972 war er am österreichisch-italienischen Historikertreffen beteiligt. Als er im Kärntner Ortstafelsturm 1972 nicht nur die Ortstafeln, sondern den Rechtsstaat angegriffen sah, trat er publizistisch in die öffentliche Debatte ein, unter anderem mit dem Buch „Österreich und seine Slowenen“. In dem gemeinsam mit Hans Haas veröffentlichten Werk wollte er dem grassierenden Deutschnationalismus und Antislowenismus mit historischen Erkenntnissen entgegentreten und an die im Staatsvertrag festgelegte Verantwortung des Staates gegenüber den Minderheiten erinnern. Die Studie bewirkte heftigen Protest in Kärnten, eine Delegation von Vertretern des Landes forderte – vergeblich – von Jedlicka die Entlassung Stuhlpfarrers.
1983 wurde er Universitätsdozent für Neuere Geschichte mit besonderer Berücksichtigung der Zeitgeschichte. Er konzipierte mehrere Ausstellungen, etwa im Museum von Kobarid über den Ersten Weltkrieg, im Wiener Rathaus über den „Anschluss“ 1938 oder in Bozen über die „Option“. Er arbeitete im Redaktionsteam der Zeitschrift zeitgeschichte mit und engagierte sich für Erwachsenenbildung und Lehrerfortbildung.
In den 1990er Jahren setzte sich Karl Stuhlpfarrers intensiv mit dem Holocaust und den nationalsozialistischen Konzentrationslagern auseinander. In der Folge wurde er in die Sachverständigenkommission für die Neugestaltung der KZ-Gedenkstätte Mauthausen berufen. Nach Gastprofessuren in Ljubljana und Triest wurde Stuhlpfarrer 1997 außerordentlicher Universitätsprofessor an der Universität Wien.
Stuhlpfarrer gehörte 1998–2003 als ständiger Experte der Historikerkommission der Republik Österreich an, die den Vermögensentzug in Österreich während der nationalsozialistischen Herrschaft und die Rückstellungen bzw. Entschädigungen nach 1945 untersuchte.
1999 wurde er Ordinarius für Zeitgeschichte an der Universität Klagenfurt. 2001–2002 wurde er dort auch Vizedekan der Fakultät für Kulturwissenschaften, 2002–2007 deren Dekan.
2007 wurde er korrespondierendes Mitglied der Slowenischen Akademie der Wissenschaften. Ebenfalls 2007 wurde ihm der Vinzenz-Rizzi-Preis verliehen. Er wurde am Stammersdorfer Zentralfriedhof bestattet.

## Werke (Auswahl)
- Die Operationszonen „Alpenvorland“ und „Adriatisches Küstenland“ 1943–1945. (= Publikationen des Österreichischen Instituts für Zeitgeschichte und des Instituts für Zeitgeschichte der Universität Wien, Band 7). Hollinek, Wien 1969.
- gemeinsam mit Hanns Haas: Österreich und seine Slowenen. Löcker & Wögenstein, Wien 1977.
- Umsiedlung Südtirol 1939–1940. 2 Bände. Löcker, Wien/München 1985, ISBN 3-85409-073-0.
- Österreich – dauernd neutral: die österreichische Außenpolitik seit 1945. Bundespressedienst, Wien 1987.
- gemeinsam mit Siegfried Mattl: Angewandte Wissenschaft im Nationalsozialismus. Großraumphantasien, Geopolitik, Wissenschaftspolitik. In: Gernot Heiß, Siegfried Mattl, Sebastian Meissl, Edith Saurer und Karl Stuhlpfarrer (Hrsg.): Willfährige Wissenschaft. Die Universität Wien 1938 bis 1945. Wien 1989: Verlag für Gesellschaftskritik (Österreichische Texte zur Gesellschaftskritik, 43), S. 283–301.
- gemeinsam mit Bertrand Perz und Florian Freund: Bibliographie zur Geschichte des Konzentrationslagers Mauthausen. (= Schriftenreihe der Forschungsgemeinschaft zur Geschichte des Nationalsozialismus, Band 1), Wien 1998.
- gemeinsam mit Jürgen Illigasch: Das Eigene und das Fremde. Studienverlag, Innsbruck/Wien/Bozen 1999, ISBN  978-3-7065-1353-1.